# Barbara Lochbihler
Barbara Elisabeth Lochbihler (ur. 20 maja 1959 w Obergünzburgu) – niemiecka polityk i działaczka społeczna, posłanka do Parlamentu Europejskiego VII i VIII kadencji.

## Życiorys
Ukończyła studium z zakresu pracy socjalnej w Monachium. Pracowała jako w administracji terytorialnej jako urzędnik zajmujący się sprawami osób starszych. Od 1992 do 1999 była sekretarzem generalnym niemieckiej sekcji Women’s International League for Peace and Freedom. Następnie w latach 1999–2009 pełniła funkcję sekretarza generalnego niemieckiego oddziału Amnesty International. Obejmowała też liczne inne stanowiska w organizacjach zajmujących się ochroną praw człowieka.
W wyborach w 2009 z listy partii Zielonych uzyskała po raz mandat deputowanej do Parlamentu Europejskiego. Przystąpiła do grupy Zielonych i Wolnego Sojuszu Europejskiego, a także do Podkomisji Praw Człowieka. W 2014 z powodzeniem ubiegała się o europarlamentarną reelekcję.